# Amphiblemma lanceatum
Espèce
Statut de conservation UICN

 VU B2ab(iii) : Vulnérable
Amphiblemma lanceatum Jacq.-Fél. est une espèce de plantes à fleurs de la famille des Melastomataceae et du genre Amphiblemma, endémique du Cameroun

## Description
Amphiblemma lanceatum est une plante herbacée dressée, robuste, pouvant atteindre 100 à 150 cm de hauteur.

## Habitat et distribution
Amphiblemma lanceatum pousse dans les endroits marécageux et riverains des forêts du Cameroun.
Sa présence a été constatée dans la Région du Centre, à Mbalmayo, et dans la Région de l'Est, à Deng-Deng, aux environs de Bertoua et près d'Abong-Mbang.

## Conservation
Endémique, relativement rare, menacée par la déforestation, Amphiblemma lanceatum figure sur la liste rouge de l'UICN comme une espèce vulnérable.